# 20440 McClintock
20440 McClintock este un asteroid din centura principală de asteroizi.

## Descriere
20440 McClintock este un asteroid din centura principală de asteroizi. A fost descoperit pe 10 mai 1999 la Socorro, New Mexico, în cadrul proiectului LINEAR. Asteroidul prezintă o orbită caracterizată de o semiaxă mare de 2,43 ua, o excentricitate de 0,19 și o înclinație de 0,9° în raport cu ecliptica.